# Estat de Kaduna
L'Estat de Kaduna és un dels trenta-sis estats federats que formen la República Federal de Nigèria. La capital és la ciutat de Kaduna.

## Geografia
Té una superfície de 44.217 km², que en termes d'extensió és similar a la de Dinamarca. La població al cens del 2006 era de 6.006.562 habitants i s'estimava en 7.168.052 persones per l'any 2007. La densitat poblacional és de 155,6 habitants per cada quilòmetre quadrat d'aquesta divisió administrativa.Aquest estat es divideix internament en un total de vint-i-tres àrees de govern local (LGA):
| - Birni-Gwari - Chikun - Giwa - Igabi - Ikara - Jaba - Jema'a - Kachia - Kaduna North - Kaduna South - Kagarko - Kajuru | - Kaura - Kauru - Kubau - Kudan - Lere - Makarfi - Sabon-Gari - Sanga - Soba - Zango-Kataf - Zaria |

## Història
És el lloc d'origen dels nok que va donar nom a la més antiga cultura de Nigèria, la cultura Nok.
Es creu generalment que Zazzau (després Zaria) fou un dels set estats originals hausses de principis del segle xv i un dels més grans. La tradició explica que Zazzau, nom que es deriva d'una famosa espasa que va ser honorada antigament pels zazzagawa (habitants de Zazzau) i va ajudar a donar una mena d'identitat ètnica a la zona anys abans del reconeixement de qualsevol sobirà (rei aleshores) per la gent de Zazzau.
Hi va haver seixanta governants "Habe" (el nom donat als hausses abans de la conquesta fulani del país Haussa a partir del 1804) incloent reis i reines, que van governa la ciutat de Zazzau. El primer governant fou Gunguma, i el 22è va ser anomenat Bakwa Turunku (encara no se sap si Bakwa Turunku era un mascle o una femella). Bakwa Turunku tenia dues filles i els seus noms van quedar per sempre lligats a la història de Zazzau. La filla gran anomenada Amina, dva donar el seu nom a la muralla original que es diu que tenia una longitud d'uns 15 quilòmetres al voltant de la ciutat de Zaria. La filla més jove, Zaria, va donar el seu nom a la moderna ciutat capital de l'emirat (aleshores encara un regne).
Amina va governar Zaria i fou coneguda com un gran guerrer, els seus territoris es van estendre cap a l'est fins a Bauchi i al sud fins al riu Níger. Va construir ciutats emmurallada allà on va conquerir una ciutat. Aquesta tradició assegura també que la reina mai es va casar amb un home a temps complet durant tota la seva vida i únicament va prendre un marit temporal que agafava només per allà on residia i al matava el dia que marxava, pel que no viuria per explicar les seves experiències amb ella. La reina Amina va morir a Atagara al modern estat de Níger, prop de Bida, durant una de les campanyes. Segons una tradició oral la germana de la reina Amina es va casar amb un rei de Zazzau però més tard es va avorrir de la vida conjugal i va decidir escapar cap al nord.
El 1967 la regió del Nord de Nigèria va ser dividida en sis estats, un dels quals era l'estat del Nord-central. Aquest nom va persistir fins al 1976 quan el mateix estat va canviar el nom a estat de Kaduna. El 1987 es va segregar de l'estat el nou estat de Katsina.